# Tijjani Babangida
Tijjani Babangida (Kaduna, 1973. szeptember 25. –) nigériai válogatott labdarúgó.

## Pályafutása

### Klubcsapatban
Pályafutása nagy részét Hollandiában töltötte. Szerepelt többek között a Roda JC, a VVV-Venlo, az Ajax és a Vitesse Arnhem csapataiban. Emellett játszott Törökországban a Gençlerbirliği, Szaúd-Arábiában az ál-Ittihád és Kínában a Csangcsun Jataj együtteseiben.

### A válogatottban
1994 és 2004 között 36 alkalommal szerepelt a nigériai válogatottban és 5 gólt szerzett. Tagja volt az 1996. évi nyári olimpiai játékokon aranyérmet szerzett válogatottnak. Részt vett az 1998-as világbajnokságon, a 2000-es és a 2002-es afrikai nemzetek kupáján.

## Sikerei, díjai
Ajax
- Holland bajnok (1): 1997–98
- Holland kupa (2): 1997–98, 1998–99

Gençlerbirliği
- Török kupa (2): 2000–01

ál-Ittihád
- Szaúd-arábiai bajnok (1): 2002–03

Nigéria U23
- Olimpiai bajnok (1): 1996

Nigéria
- Afrikai nemzetek kupája döntős (1): 2000